# Фінал кубка Англії з футболу 1931
Фінал кубка Англії з футболу 1931 — 56-й фінал найстарішого футбольного кубка у світі. Учасниками фіналу були «Вест-Бромвіч Альбіон» і «Бірмінгем Сіті». Володарем кубкового трофею став «Вест-Бромвіч Альбіон».

## Шлях до фіналу
| «Вест-Бромвіч Альбіон»    | «Вест-Бромвіч Альбіон» | «Вест-Бромвіч Альбіон»                  | Раунд           | «Бірмінгем Сіті» | «Бірмінгем Сіті» | «Бірмінгем Сіті»                        |
| ------------------------- | ---------------------- | --------------------------------------- | --------------- | ---------------- | ---------------- | --------------------------------------- |
| Суперник                  | Результат              | Матчі                                   |                 | Суперник         | Результат        | Матчі                                   |
| «Чарльтон Атлетік»        | 3—2                    | 1—1 на виїзді, 2—1 вдома (перегравання) | Третій раунд    | «Ліверпуль»      | 2—0              | 2—0 на виїзді                           |
| «Тоттенгем Готспур»       | 1—0                    | 1—0 вдома                               | Четвертий раунд | «Порт Вейл»      | 2—0              | 2—0 вдома                               |
| «Портсмут»                | 1—0                    | 1—0 на виїзді                           | П'ятий раунд    | «Вотфорд»        | 3—0              | 3—0 вдома                               |
| «Вулвергемптон Вондерерз» | 3—2                    | 1—1 вдома, 2—1 на виїзді (перегравання) | Шостий раунд    | «Челсі»          | 5—2              | 2—2 вдома, 3—0 на виїзді (перегравання) |
| «Евертон»                 | 1—0                    | 1—0 на нейтральному полі                | 1/2 фіналу      | «Сандерленд»     | 2—0              | 2—0 на нейтральному полі                |

## Матч
| 25 квітня 1931 |

| Вест-Бромвіч Альбіон    | 2:1      | Бірмінгем Сіті |
| ----------------------- | -------- | -------------- |
| В.Дж.Річардсон 25', 58' | Протокол | Бредфорд 57'   |

| Вемблі, Лондон Глядачів: 92 406 Арбітр: Гаррі Кінгскотт |

|  |  |

|                  |  |                           |  |
|                  |  |                           |  |
| В                |  | Гарольд Пірсон            |  |
| З                |  | Берт Трентгем             |  |
| З                |  | Джордж Шоу                |  |
| ПЗ               |  | Джиммі Едвардс            |  |
| ПЗ               |  | Білл Річардсон            |  |
| ПЗ               |  | Томмі Мейгі               |  |
| Н                |  | Стен Вуд                  |  |
| Н                |  | Тедді Сендфорд            |  |
| Н                |  | Вільям Джінджер Річардсон |  |
| Н                |  | Джо Картер                |  |
| Н                |  | Томмі Глідден (к)         |  |
| Головний тренер: |  |                           |  |
| Фред Еверісс     |  |                           |  |

|                  |  |                |  |
|                  |  |                |  |
| В                |  | Гаррі Гіббс    |  |
| З                |  | Нед Баркас (к) |  |
| З                |  | Джордж Лідделл |  |
| ПЗ               |  | Алек Леслі     |  |
| ПЗ               |  | Джордж Моррол  |  |
| ПЗ               |  | Джиммі Крінген |  |
| Н                |  | Ерні Кертіс    |  |
| Н                |  | Боб Грегг      |  |
| Н                |  | Джо Бредфорд   |  |
| Н                |  | Джонні Кросбі  |  |
| Н                |  | Джорд Бріггс   |  |
| Головний тренер: |  |                |  |
| Леслі Найтон     |  |                |  |